# کنود وسترسکوف
کنود وسترسکوف (دانمارکی: Knud Vesterskov؛ زادهٔ ۱ ژانویهٔ ۱۹۴۲) کارگردان فیلم و فیلم‌نامه‌نویس اهل دانمارک است.
از فیلم‌هایی که وی در آن نقش داشته‌است می‌توان به مواد فروش ۲ و کنستانتس اشاره کرد.